# INVAP
INVAP S.E. — аргентинская компания, которая реализует высокотехнологичные проекты в ядерной, космической, энергетической, медицинской отраслях.
Компания поставляет оборудование более чем в 30 стран мира. Зарубежные офисы и дочерние предприятия работают в Австралии, Бразилии, Венесуэле, Египте и США.

## Ядерные технологии
В сфере ядерных технологий компания занимается следующими направлениями: проектирование и строительство исследовательских реакторов, установок по выпуску радиоизотопов, по производству ядерного топлива, по обогащению урана, создание приборов радиационной защиты, систем защиты реактора, модернизация и реконструкция исследовательских реакторов, оказание профильных консультационных услуг.
Ядерные реакторы, построенные компанией INVAP:
| Страна    | Место                  | Название | Заказчик                                                           |
| --------- | ---------------------- | -------- | ------------------------------------------------------------------ |
| Алжир     | Алжир                  | NUR      | Правительство Алжира                                               |
| Аргентина | Сан-Карлос-де-Барилоче | RA-6     | Национальная комиссия по атомной энергии (CNEA)                    |
| Аргентина | Пильканию              | RA-8     | CNEA                                                               |
| Аргентина | Лима, Сарате           | CAREM    | CNEA                                                               |
| Австралия | Сидней                 | OPAL     | Австралийская организация по ядерной науке и технологиям (ANSTO)   |
| Египет    | Каир                   | ETRR-2   | Египетское агентство по атомной энергии                            |
| Перу      | Лима                   | RP-0     | Перуанский институт по ядерной энергии (снабжение инструментарием) |
| Перу      | Хуарангал              | RP-10    | Перуанский институт по ядерной энергии (снабжение инструментарием) |

В 2010 году в INVAP объявили о завершении разработки (совместно с CITEDEF) и готовности к тестированию нового метода лазерного удаления радиоактивных компонентов из состава тяжёлой воды, которая используется для охлаждения ядерных реакторов.

## Спутники и радары
INVAP стала единственной компанией в Латинской Америке, которую НАСА сертифицировало на поставку космических технологий. Также это единственная компания на материке, которая может обеспечить полный жизненный цикл спутника, от проектирования и постройки до управления полётом и оперативной поддержки с земли. На счету компании четыре выведенных на орбиту спутника серии SAC (Satelites de Aplicación Científica), созданных по заказу национального космического агентства CONAE. В частности, 9 июня 2011 года был запущен спутник SAC-D с научным оборудованием, необходимым для проекта НАСА по определению уровня солёности океана — Aquarius.
Кроме того, INVAP строит радары для управления воздушным трафиком. Уже работающие радары произведены по заказу ВВС Аргентины (FAA) и Агентства гражданской авиации (ANAC). Также INVAP занимается разработкой 3D-радаров для военной авиации.

## Другие проекты
- Ангарные двери для эсминца ARA Hércules (B-52), ВМС Аргентины
- Система FLIR для патрульного самолёта P-3 Orion, ВМС Аргентины[9]
- Система раннего предупреждения лесных пожаров[10]
- Симулятор морского патрулирования[11]
- Ветроэнергетика[12]
- Нефтехимические фабрики
- Технология по заморозке продуктов питания

## Галерея

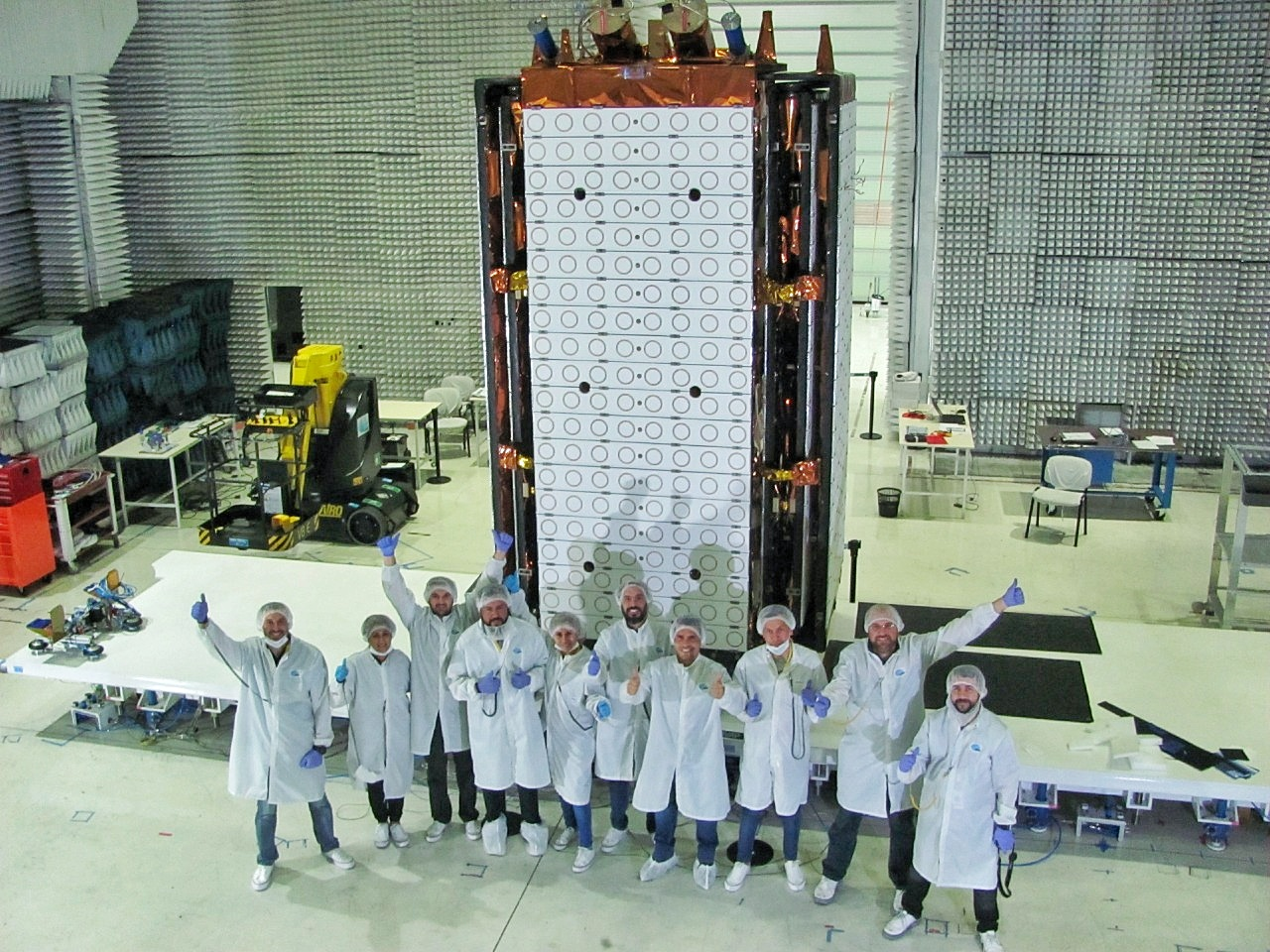
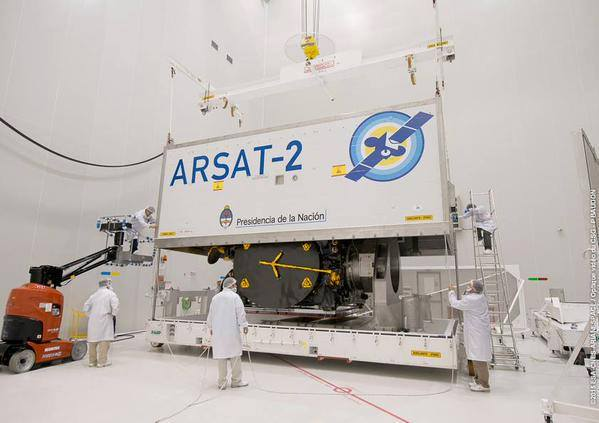
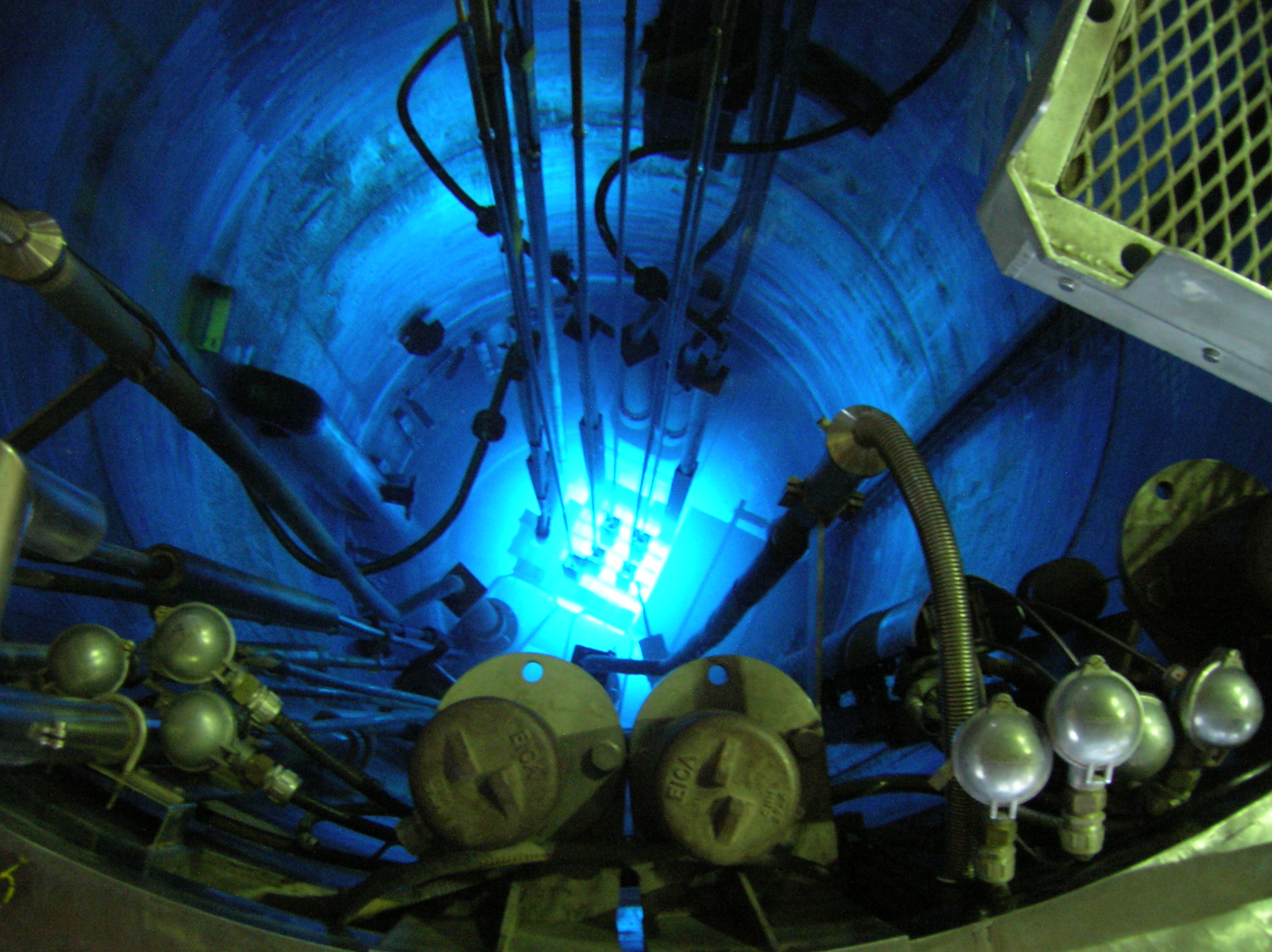
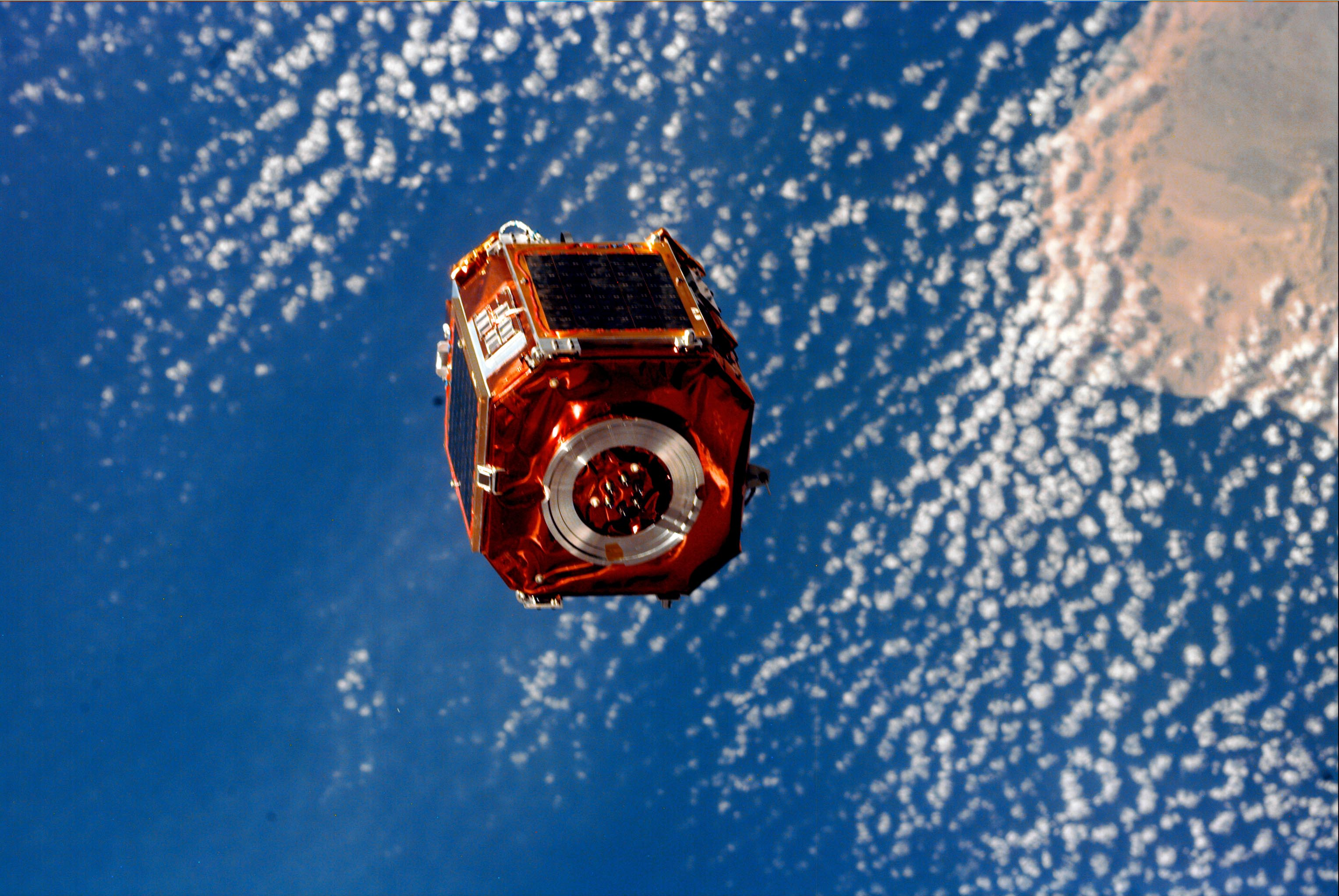
Спутник SAC-A
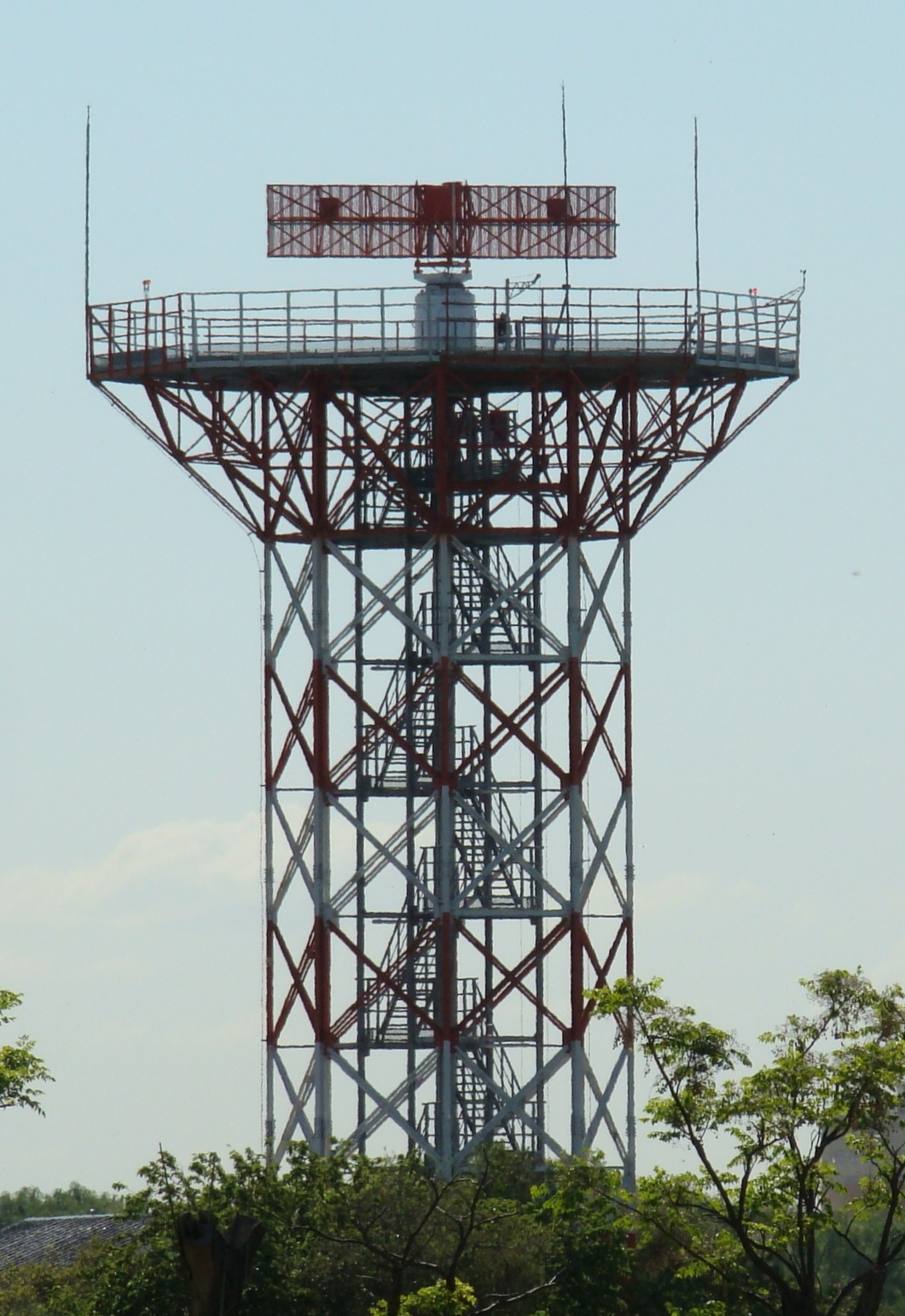